# Enrico Bruna
Enrico Bruna (Venezia, 21 novembre 1880 – Venezia, 7 febbraio 1921) è stato un canottiere italiano, vincitore di tre medaglie d'oro ai Giochi olimpici intermedi (Atene 1906) e di quattro medaglie (1 oro, 2 argenti, 1 bronzo) ai Campionati europei di canottaggio (1910 e 1911).

## Carriera
Enrico Bruna nasce a Venezia l'11 novembre 1880. 
Atleta del Bucintoro Venezia, si mette in evidenza ai Giochi olimpici intermedi (Atene 1906), dove assieme a Emilio Fontanella e al giovanissimo timoniere Giorgio Cesana vince tre medaglie d'oro: due con (1000m), due con (un miglio) e quattro con (2 miglia). Torna alla ribalta nel 1910 agli Europei di Ostenda, conquistando tre medaglie: argento sia nel doppio (con Ercole Olgeni) sia nell' otto, e bronzo nel singolo. L'anno successivo sale al gradino più alto (sempre con Ercole Olgeni) nel due con. 
La sua ultima affermazione in una competizione internazionale è nel 1919, dopo la lunga pausa della prima guerra mondiale, con la vittoria nel quattro con ai Giochi Interalleati di Parigi. 
Muore due anni dopo, nel 1921, a soli 40 anni. 